# 英國皇家空軍地面團
英國皇家空軍地面團（RAF Regiment）是一支隸屬於英國皇家空軍的職業地面部隊，於1942年成立，主要執行護衛空軍基地及空軍相關的地面任務，包括疏散民眾、營救被擊落的機組人員，以及機場防空、維安、反滲透破壞等任務。此外，英國皇家空軍地面團也擔任英國陸軍的戰術空軍管制組，為密接空中支援戰機提供火力引導，並為特種部隊支援群安排支援的空軍單位。
英國皇家空軍地面團的成員都接受過步兵戰術、武裝防衛、野外生存技能、狙擊訓練、支援特種行動、核生化防護等多種學科訓練，並配備了先進的作戰裝備和車輛。來自英國皇家空軍地面團的教官負責對所有英國皇家空軍人員進行基本武裝防衛的培訓，例如急救、武器操作和核生化防護技能。
皇家空軍地面團及其成員在英國皇家空軍內部暱稱為石頭猩猩、石頭或兵團（The Regiment）。成員們將在荷爾頓英國皇家空軍基地進行基礎訓練，以及在霍寧頓基地進行為期20週的槍械課程。經過訓練和裝備的人員將能夠在第一時間應對敵人的奇襲、盡可能地降低攻擊造成的損害，並確保皇家空軍能夠繼續執行任務。

## 歷史

### 背景
英國皇家空軍地面團的起源可追溯至1921年在埃及成立的皇家空軍第1裝甲車中隊，第1裝甲車中隊當時駐紮在伊拉克王國內。不久後，又接著成立了第2和第3裝甲車中隊。這些裝甲車中隊裝備了勞斯萊斯裝甲車，並於1920年代在整個中東地區執行警備任務。

### 第二次世界大戰
1941年的第二次世界大戰期間，納粹德國的空降獵兵入侵克里特島，當時該島由希臘王國、英國和大英國協的軍隊控制，並與入侵的德軍爆發克里特島戰役，當時由於盟軍的地面部隊沒有認識到機場的戰略價值，因此沒有部署重兵防衛。結果位於克里特島馬萊邁的皇家空軍基地被付出大量傷亡的德軍傘兵和滑翔機部隊完好無損地佔領了。隨後乘坐Ju 52运输机的德軍山地獵兵從機場陸續增援前線，最終成功奪取整個克里特島，盟軍則損失慘重。
由於對英國陸軍未能認識到機場在現代戰爭中的重要性感到失望，邱吉爾首相便要求英國皇家空軍保衛自己的空軍基地，英國皇家空軍地面團由此於1942年2月1日成立，其第一個總部設於英格蘭林肯郡格蘭瑟姆的貝爾頓公園。最初的皇家空軍地面團成員由來自前皇家空軍第701—850防禦中隊的66,000名軍人組成，並裝備了莫里斯輕型偵察車、亨伯輕型偵察車和奧特輕型偵察車。皇家空軍地面團的輕裝防空中隊最初配備伊斯帕諾20毫米火砲，後來則配備了波佛斯40公釐L60高射砲。當時皇家空軍地面團的任務為保衛或奪取機場，以確保皇家空軍能順利執行任務。為此地面團也成立了數支傘兵中隊以協助佔領機場，直至現今，皇家空軍地面團的第2中隊仍保留其特種傘降部隊的職責。1943年4月1日，皇家空軍地面團首次向白金漢宮派駐一支擔任皇家衛隊的部隊。在大戰期間，皇家空軍地面團的成員數持續增長至80,000人。1944年6月下旬，英國陸軍在大君主作戰中損失慘重而導致兵力嚴重不足，為此英軍決定將英國皇家空軍地面團的25,000名兵員轉調陸軍並重新訓練，其中大部分兵員被指派為步兵或是禁衛軍。
於第二次世界大戰的亞洲戰場中，印度東北部和緬甸北部的戰場主要為缺乏道路的叢林和山地，很適合游擊隊的滲透行動。因此英軍通過加固據點並依靠空運支援來反制游擊隊的戰術，而防衛靠近據點的前線機場對此戰術至關重要。1942年10月，英國皇家空軍地面團在塞康德拉巴德建立了一所訓練學校和基地，以重新訓練空軍的地面防衛部隊，該學校的戰鬥訓練被認為是所有印度當地部隊中最艱難的課程。最初皇家空軍地面團組成了6支野戰中隊和70支防空小隊，共有160名軍官和4,000名成員。1944年中，原本只有輕機槍的皇家地面團防空部隊開始裝備伊斯帕諾20毫米火砲。緬甸戰役的1942年底至1943年初，皇家空軍地面團負責保衛若開邦的機場和前線的機動雷達部隊。
英帕爾戰役的1944年3月29日至6月22日之間，日軍發動了ウ號作戰，開始封鎖及圍攻盟軍駐紮的英帕爾，導致駐軍只能以空運獲得所有補給和增援部隊，而英國皇家空軍地面團便負責保衛空運的機場。在挫敗日軍的攻勢後，英軍決定在雨季期間追擊日軍第15軍的殘部，當時戰場的平均日降雨量為10英寸（254），且皇家空軍地面團的步兵小隊會不時支援印度和英屬東非陸軍推進戰線，以累積叢林作戰的經驗。1945年3月1日，第1307聯隊被空運到新佔領的、具有重大戰術價值的密鐵拉機場。當時機場的防衛據點只有900平方公尺，英國皇家空軍地面團、英國陸軍及美國防空砲部隊共同堅守這座機場，以確保白天時空軍能順利起降。最後這場為期3週的戰鬥摧毀了日本對緬甸北部的控制，並成為英國皇家空軍地面團最引以為傲的戰績之一。

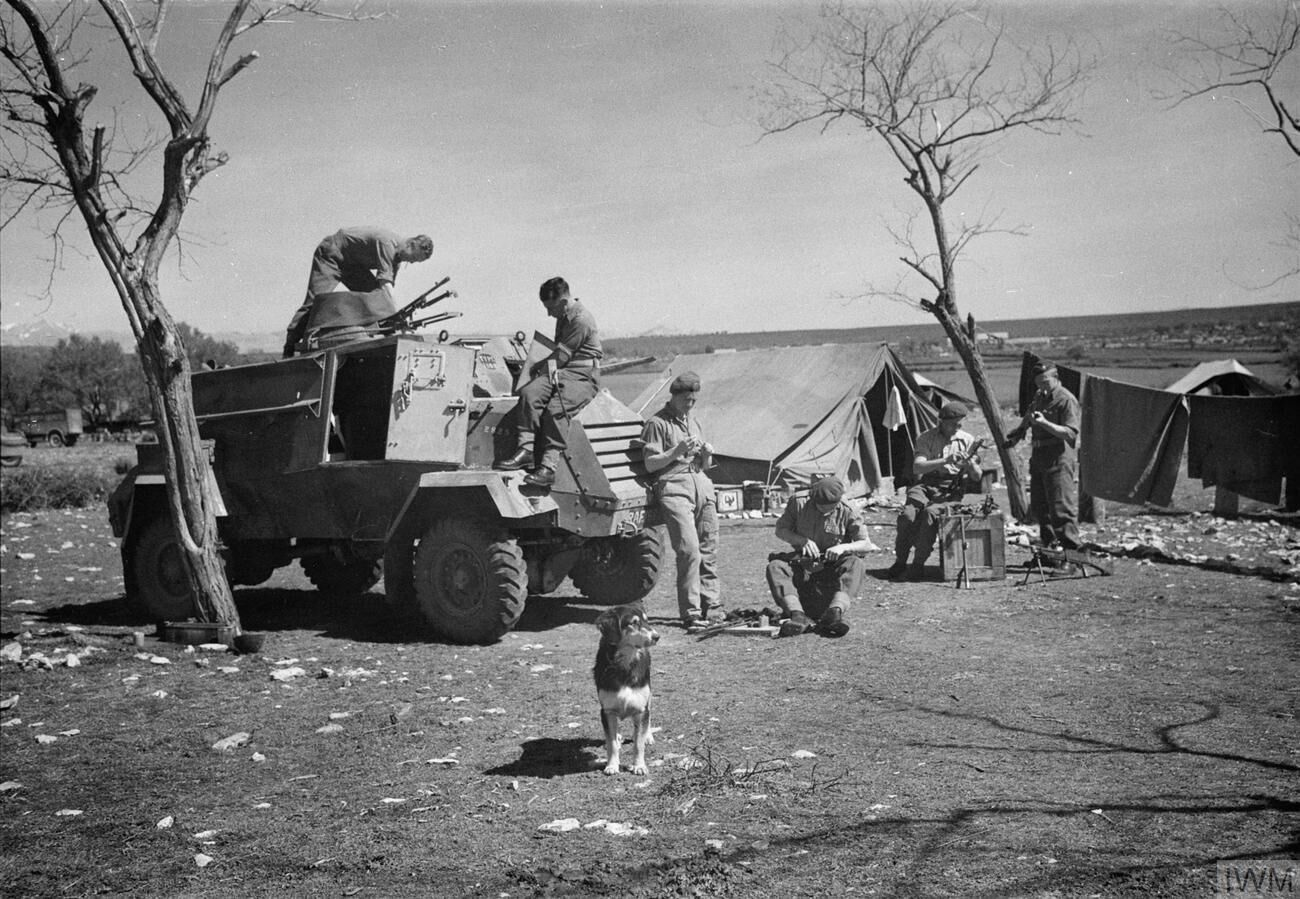
1945年駐紮於南斯拉夫扎達爾機場附近的普科斯 (什卡伯尼亞)的皇家空軍地面團和水獺輕型偵查車

英國皇家空軍地面團的野戰中隊、裝甲車中隊、輕型防空中隊和航空隊在第二次世界大戰的北非、中東、義大利、巴爾幹半島和西北歐戰場上作戰，並有68支輕型防空中隊參與了潛水夫行動，與皇家砲兵的輕、重型防空砲兵連共同保衛英國本土免受V-1飛彈攻擊。除此之外，英國皇家空軍地面團也是第一批到達巴黎和布魯塞爾的英國部隊，英國皇家空軍地面團的一位中隊長馬克·霍布登和他的部隊在位於弗倫斯堡的總部逮捕了希特勒的繼任元首鄧尼茲元帥。
1944年11月26日，納粹德國空軍第51轟炸機聯隊第3大隊的1架Me 262A-2a型暴風鳥轟炸機被防空砲擊落，並成為第一架被防空武器擊落的噴射機。擊落該機的武器為防衛海爾蒙德皇家空軍前進機場的皇家空軍地面團第2875中隊B.11分隊的波佛斯40公釐L60高射砲。12月17日至18日，該處機場遭到總共18架Me 262戰機攻擊，英國皇家空軍第2873和第2875中隊的防空砲擊傷了幾架飛機，並導致其中至少2架飛機墜毀。1945年2月，波拉茲中士指揮的英國皇家空軍地面團第2809中隊B.6分隊用波佛斯40公釐L60高射砲擊落了另一架在沃克爾機場上空的Me 262戰機。1945年，第2809中隊又擊落了1架Me 262戰機。
1944年12月5日，英國皇家空軍地面團的12支中隊部署於希臘南部的各個機場，並與當地希望推翻希臘流亡政府的共產主義者（主要為希臘民族解放陣線和希臘人民解放軍）交戰。1945年，第2848野戰中隊成為第一支抵達西柏林以保衛加托機場的英國皇家空軍部隊。

### 冷戰至現今

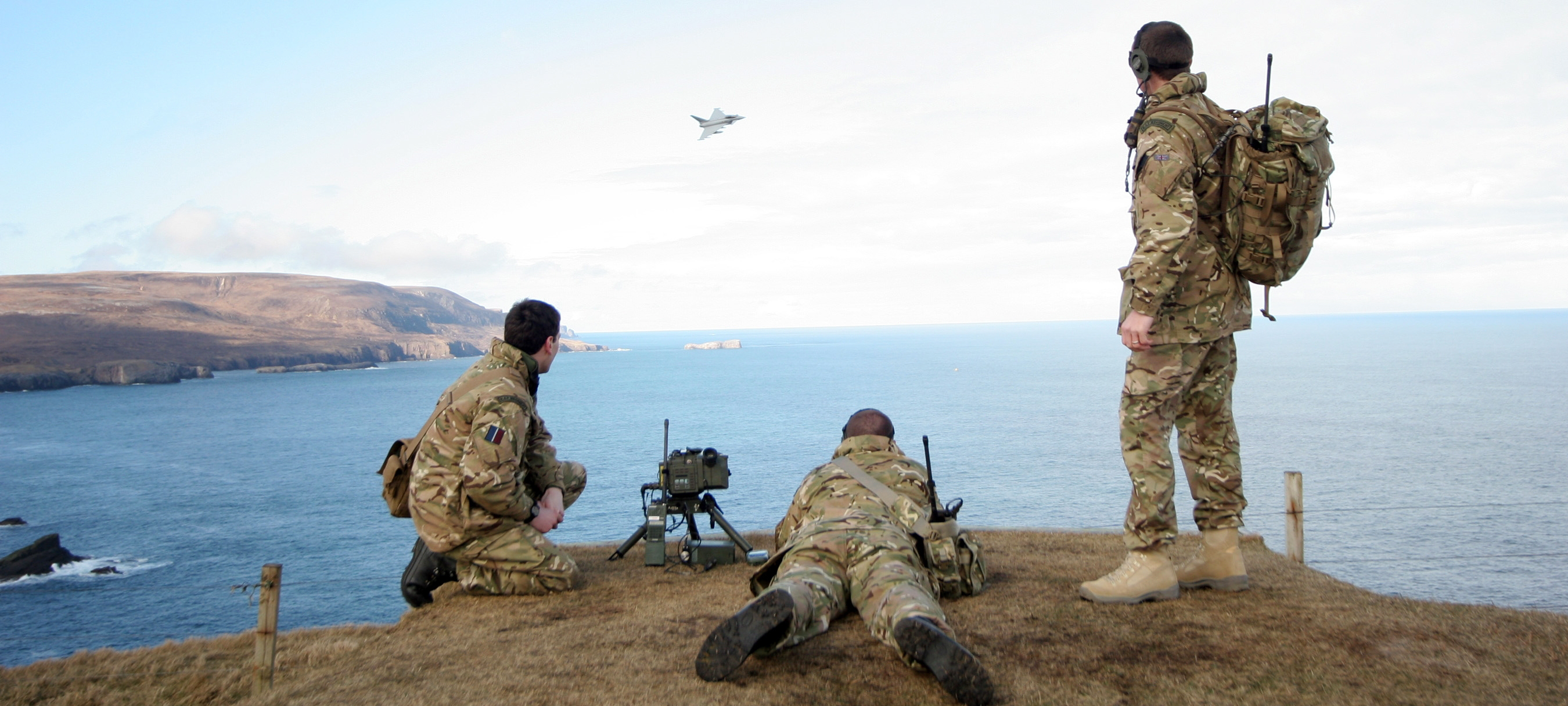
皇家空軍地面團的前進空中管制員正在引導第6飛行中隊的一架颱風戰鬥機飛向蘇格蘭憤怒角練習場的目標

1947年，英國國王喬治六世成為皇家空軍地面團的空軍準將總長，並決定在1952年皇家空軍地面團成立10週年紀念日時授予國王軍旗。然而國王卻因病情逐漸惡化而未能如願。在國王病逝的一年後，新登基的英國女王伊麗莎白二世授予了皇家空軍地面團女王軍旗。
1965年11月，羅德西亞單方面宣布獨立，並對鄰國尚比亞構成安全威脅。對此英國派遣標槍戰鬥機及一支英國皇家空軍地面團的中隊作為快速反應部隊，為尚比亞提供地面防禦。皇家空軍地面團的第51中隊在接到部署命令後6小時內便迅速集結完畢並登船。1968年，來自新加坡的英國皇家空軍地面團的一支中隊部署到香港，以維持當地政府的安全和信心。1970年代中期，皇家空軍地面團繼續於香港保衛啟德英國皇家空軍基地和大帽山雷達陣地的安全。
1974年，英國皇家空軍地面團開始裝備輕劍防空系統，共有4支駐紮於西德4個皇家空軍機場的中隊裝備了輕劍防空系統。福克蘭戰爭期間，數支駐德輕劍中隊的分隊被派遣到聖卡洛斯的灘頭陣地提供防空火力。
於20世紀80年代，裝備FV101蠍式偵查戰車和FV-107彎刀裝甲偵查車的輕型裝甲中隊仍繼續服役於英國皇家空軍地面團。同時自第19中隊開始，皇家空軍地面團的各個中隊都開始裝備輕劍防空系統，並負責保衛上海福德英國皇家空軍基地等有美國空軍駐紮的皇家空軍基地。
2004年7月，英國宣布將皇家空軍地面團的防空職責轉交給英國陸軍的皇家砲兵團，並解散4支皇家空軍地面團的防空中隊。2011年，作為戰略防禦和安全審查的一部分，英國宣布將於該年年底解散陸、空軍組織的聯合核生化兵團，皇家空軍地面團的第26、第27和第2623中隊將組成新的核生化防護大隊，並接手由該兵團負責的核生化防護業務，此後陸軍只通過指派一些訓練有素的戰場傷員入職皇家自衛隊來參與核生化相關業務。但在2016年，這項決定被推翻並預定於2020年將核生化防護業務交回給英國陸軍。
2013年11月，皇家空軍地面團交接新的名譽空軍準將，為此女王軍旗中隊（第63中隊）、第1和第27中隊推出了新的部隊旗，而第16、第37和第48中隊則被解散。2017年7月，哈利王子代表女王訪問霍寧頓英國皇家空軍基地，並向皇家空軍地面團贈送新軍旗，以慶祝皇家空軍地面團成立75週年。

## 1989年戰鬥序列
1989年時英國皇家空軍地面團的戰鬥序列如下：
- 英國皇家空軍地面團司令（英语：Commandant-General of the RAF Regiment），卡特里克總部（英语：RAF Catterick）
  - 消防救援隊，卡特里克總部（英语：RAF Catterick）
  - 第3大隊（英语：No. 3 Wing RAF Regiment），卡特里克總部（英语：RAF Catterick），未指派任務中隊的行政管理
    - 第3中隊（英语：No. 3 Squadron RAF Regiment），奧爾德格羅夫基地（英语：RAF Aldergrove），野戰中隊
    - 第27中隊（英语：No. 27 Squadron RAF Regiment），盧查斯基地（英语：RAF Leuchars），輕劍防空中隊，裝備8門輕劍防空系統
    - 第48中隊（英语：No. 48 Squadron RAF Regiment），洛西茅斯基地（英语：RAF Lossiemouth），輕劍防空中隊，裝備8門輕劍防空系統
    - 第58中隊（英语：No. 58 Squadron RAF Regiment），卡特里克總部（英语：RAF Catterick），輕型裝甲中隊，裝備15輛FV103斯巴達人裝甲車（英语：FV103 Spartan）及6輛FV101蠍式偵查戰車

  - 第4大隊（英语：No. 4 Wing RAF Regiment），韋登拉茨基地（英语：RAF Wildenrath），駐德輕劍防空中隊的行政管理及保衛英國駐德皇家空軍（英语：Royal Air Force Germany）的機場
    - 第16中隊（英语：No. 16 Squadron RAF Regiment），韋登拉茨基地（英语：RAF Wildenrath），輕劍防空中隊，裝備8門輕劍防空系統
    - 第26中隊（英语：No. 26 Squadron RAF Regiment），居特斯洛基地（英语：RAF Gütersloh），輕劍防空中隊，裝備8門輕劍防空系統
    - 第37中隊（英语：No. 37 Squadron RAF Regiment），布呂根基地（英语：RAF Bruggen），輕劍防空中隊，裝備8門輕劍防空系統
    - 第63中隊（英语：Queen's Colour Squadron），居特斯洛基地（英语：RAF Gütersloh），女王軍旗中隊及輕劍防空中隊，裝備8門輕劍防空系統

  - 第5大隊（英语：No. 5 Wing RAF Regiment），赫拉文頓基地（英语：RAF Hullavington），野戰中隊的行政管理及支援霍克西德利鷂式戰鬥機
    - 第2中隊（英语：No. 2 Squadron RAF Regiment），赫拉文頓基地（英语：RAF Hullavington），輕型裝甲中隊兼傘兵中隊，裝備15輛FV103斯巴達人裝甲車（英语：FV103 Spartan）及6輛FV101蠍式偵查戰車
    - 第15中隊（英语：No. 15 Squadron RAF Regiment），赫拉文頓基地（英语：RAF Hullavington），輕型裝甲中隊，裝備15輛FV103斯巴達人裝甲車（英语：FV103 Spartan）及6輛FV101蠍式偵查戰車

  - 第6大隊（英语：No. 6 Wing RAF Regiment），雷納姆基地（英语：RAF West Raynham），英國輕劍防空中隊的行政管理及保衛駐紮英國的美國空軍第3航空隊空軍機場
    - 第19中隊（英语：No. 19 Squadron RAF Regiment），諾頓基地（英语：RAF Brize Norton），輕劍防空中隊，裝備12門輕劍防空系統以保衛上海福德英國皇家空軍基地（英语：RAF Upper Heyford）及費爾福德基地（英语：RAF Fairford）
    - 第20中隊（英语：No. 20 Squadron RAF Regiment），霍寧頓基地（英语：RAF Honington），輕劍防空中隊，裝備8門輕劍防空系統以保衛阿爾康伯里英國皇家空軍基地（英语：RAF Alconbury）、本特沃特英國皇家空軍基地（英语：RAF Bentwaters）和上海福德英國皇家空軍基地（英语：RAF Upper Heyford）
    - 第66中隊（英语：No. 66 Squadron RAF Regiment），西雷納姆基地（英语：RAF West Raynham），輕劍防空中隊，裝備8門輕劍防空系統以保衛米登霍爾英國皇家空軍基地（英语：RAF Mildenhall）及拉肯希思英國皇家空軍基地（英语：RAF Lakenheath）

  - 第33大隊，居特斯洛基地（英语：RAF Gütersloh），駐德輕型裝甲中隊的行政管理及保衛英國駐德皇家空軍（英语：Royal Air Force Germany）的機場
    - 第1中隊（英语：No. 1 Squadron RAF Regiment），拉布魯赫基地（英语：RAF Laarbruch），輕型裝甲中隊，裝備15輛FV103斯巴達人裝甲車（英语：FV103 Spartan）及6輛FV101蠍式偵查戰車
    - 第34中隊（英语：No. 34 Squadron RAF Regiment），塞浦路斯亞克羅提利基地（英语：RAF Akrotiri），輕型裝甲中隊，裝備15輛FV103斯巴達人裝甲車（英语：FV103 Spartan）及6輛FV101蠍式偵查戰車
    - 第51中隊（英语：No. 51 Squadron RAF Regimen），布呂根基地（英语：RAF Bruggen），輕型裝甲中隊，裝備15輛FV103斯巴達人裝甲車（英语：FV103 Spartan）及6輛FV101蠍式偵查戰車

此外英國皇家輔助空軍地面團也部署了以下中隊：
- 第2503中隊（英语：No. 2503 Squadron RAuxAF Regiment），斯坎普頓基地（英语：RAF Scampton），林肯野戰中隊
- 第2620中隊（英语：No. 2620 Squadron RAuxAF Regiment），馬哈姆基地（英语：RAF Marham），諾福克野戰中隊
- 第2622中隊（英语：No. 2622 Squadron RAuxAF Regiment），洛西茅斯基地（英语：RAF Lossiemouth），高地野戰中隊
- 第2623中隊（英语：No. 2623 Squadron RAuxAF Regiment），霍寧頓基地（英语：RAF Honington），東盎格利亞野戰中隊
- 第2624中隊，布萊茲諾頓基地，牛津郡野戰中隊，支援駐德霍克西德利鷂式戰鬥機
- 第2625中隊，聖摩甘基地（英语：RAF St Mawgan），康瓦爾郡野戰中隊
- 第2729中隊，沃丁頓基地（英语：RAF Waddington），林肯短程防空中隊
- 第2890中隊，沃丁頓基地（英语：RAF Waddington），短程防空中隊，成立於1989年10月1日

## 組織和職責

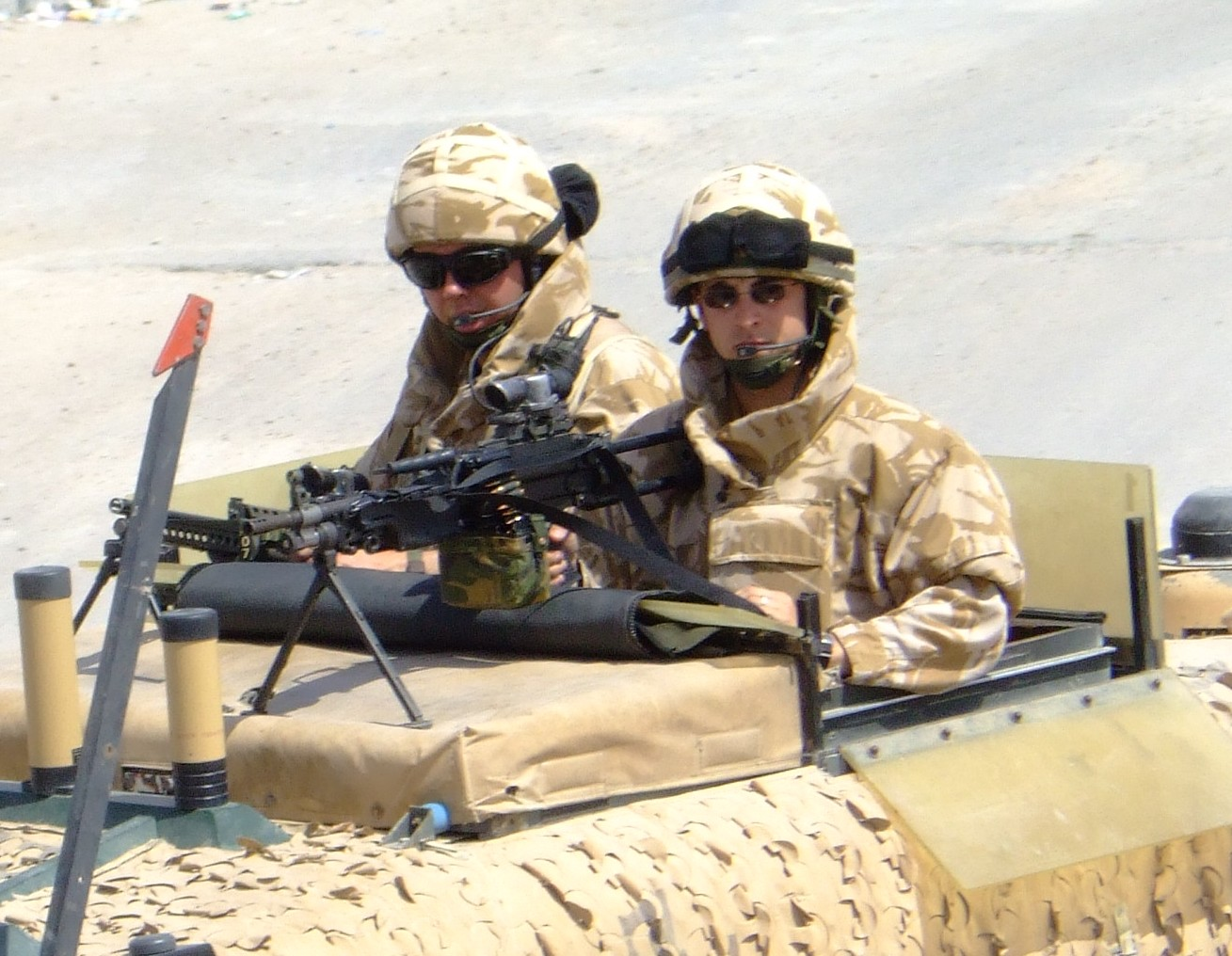
2006年5月，英國皇家空軍地面團的兩名成員返回伊拉克巴士拉空軍基地

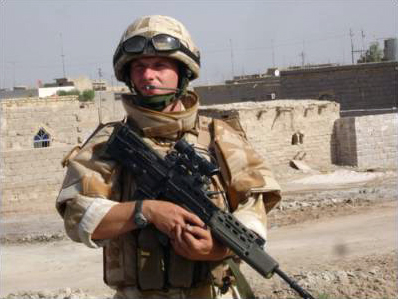
伊拉克的一名英國皇家空軍地面團步兵

現今的英國皇家空軍地面團隸屬於空軍司令部第2聯隊。其成員分為7支常備中隊：第1、2、15、27、34、51和63中隊，其中第27中隊為隸屬核生化防護大隊的專業核生化防護中隊、另外6支則屬於野戰中隊。在常備中隊之外還有6支皇家輔助空軍地面團的後備中隊。這些部隊的職責為協助派駐海外的英國皇家空軍對抗當地的軍事威脅，並因此訓練為能步行、乘坐直升機和機動裝甲車的機械化步兵，以保衛機場、空軍基地等軍機起降點。皇家空軍地面團通常需要在機場周邊的廣大範圍進行警備（通常達140平方公里），這導致皇家空軍地面團的步兵小隊經常花很長時間在地面上部署，以威懾和發現潛在的游擊活動。5名英國皇家空軍地面團的步兵在伊拉克喪生（1名在交火中喪生，3人在一次迫擊砲襲擊中喪生，其中包括1名皇家空軍成員，1名在交通事故中喪生）。5人在阿富汗喪生（1名死於敵襲，4名死於土製炸彈，其中包括1名51歲的皇家空軍輔助地面團成員，他是在阿富汗死亡的英國軍隊中最年長的成員），另有1名成員死於離開阿富汗至塞浦路斯路上的事故。此外，在同一時期，英國皇家空軍地面團成員因表現卓越而被授予3枚軍功十字勳章。1988年至1989年，有4名英國皇家空軍地面團的成員被愛爾蘭共和軍殺害，其中1名在北愛爾蘭被敵方砲火殺害，其餘在歐洲被狙擊手或汽車炸彈殺害。
英國皇家空軍地面團的每支野戰中隊編制為171人，比英國陸軍的一支步兵連大得多，但由於組織結構的性質，使其無法進行步兵團級或營級戰鬥群規模的任務。英國皇家空軍地面團中隊的成員並非全是訓練有素的步槍手，如管理職和駕駛員等非專職戰鬥人員仍可參與家空軍地面團並提供專業服務。典型的皇家空軍地面團中隊會存在來自其他英國皇家空軍的支援部隊，但他們並不總是參與巡邏警備和其他作戰行動。以前因為英國政府規定女性不能在前線作戰部隊服役，因此所有英國皇家空軍地面團成員都是男性，然而在2018年底，英國皇家空軍招募網站開始允許女性申請加入英國皇家空軍地面團。2017年的審查報告中指出儘管皇家空軍地面團被當作皇家空軍的步兵單位，但在工作風險方面與皇家裝甲兵團較相似。因此從2017年9月起，英國皇家空軍地面團開始接受女性入職，比英國的其他步兵部隊早了一整年。2020年1月，第1位女性新兵在英國皇家空軍霍寧頓基地完成為期20週的訓練課程。

## 現今戰鬥序列

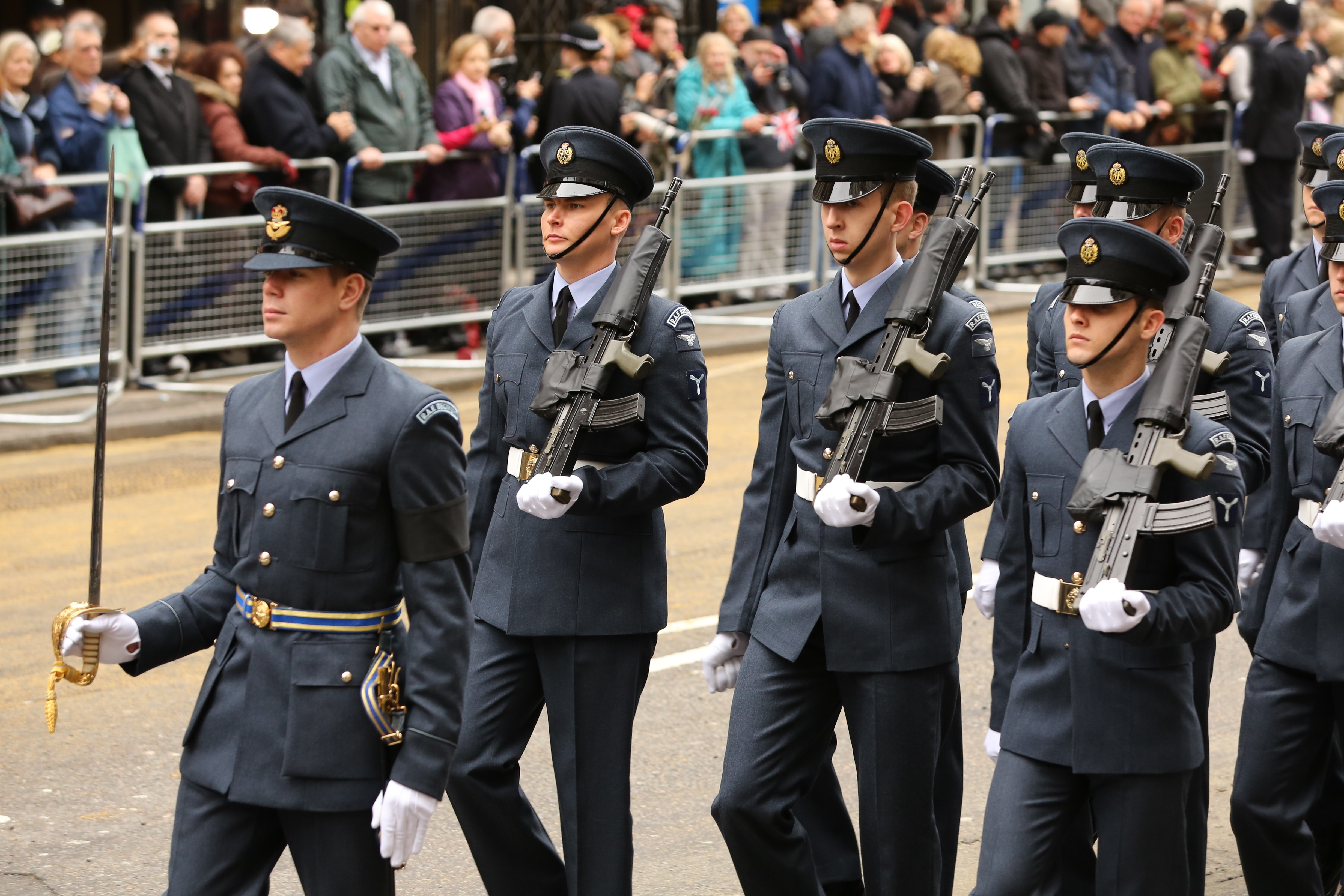
2013年參加閱兵的英國皇家空軍地面團

- 野戰中隊
  - 第1中隊（英语：No. 1 Squadron RAF Regiment），沙福郡總部霍寧頓基地（英语：RAF Honington）
  - 第2中隊（英语：No. 2 Squadron RAF Regiment），牛津郡布萊茲諾頓基地，傘兵中隊[41]
  - 第15中隊（英语：No. 15 Squadron RAF Regiment），諾福克郡馬哈姆基地（英语：RAF Marham）
  - 第34中隊（英语：No. 34 Squadron RAF Regiment），北約克郡黎明基地（英语：RAF Leeming）
  - 第51中隊（英语：No. 51 Squadron RAF Regimen），摩瑞洛西茅斯基地（英语：RAF Lossiemouth）
  - 第63中隊（英语：King's Colour Squadron），米德爾塞克斯諾霍特基地（英语：RAF Northolt），國王軍旗中隊[45]
- 其他單位
  - 武裝防衛[46]
    - 英國皇家空軍武裝防衛司令部（英语：RAF Force Protection Force Headquarters），總部霍寧頓基地（英语：RAF Honington）
    - 第2武裝防衛大隊，黎明基地（英语：RAF Leeming）
    - 第3武裝防衛大隊，馬哈姆基地（英语：RAF Marham）
    - 第5武裝防衛大隊，洛西茅斯基地（英语：RAF Lossiemouth）
    - 第7武裝防衛大隊，康寧斯比基地（英语：RAF Coningsby）
    - 第8武裝防衛大隊，沃丁頓基地（英语：RAF Waddington）
- 英國皇家輔助空軍地面團（英语：Royal Auxiliary Air Force）中隊
  - 第504中隊（英语：No. 504 Squadron RAF），諾丁漢郡中隊（僅地面團小隊規模）
  - 第603中隊（英语：No. 603 Squadron RAF），愛丁堡中隊（僅地面團小隊規模）
  - 第606中隊（英语：No. 606 Squadron RAF），奇爾特恩中隊（僅地面團小隊規模）
  - 第609中隊（英语：No. 609 Squadron RAF），約克郡西瑞丁地面防禦部隊
  - 第2503中隊（英语：No. 2503 Squadron RAuxAF Regiment），地面防禦部隊
  - 第2620中隊（英语：No. 2620 Squadron RAuxAF Regiment），地面防禦部隊
  - 第2622中隊（英语：No. 2622 Squadron RAuxAF Regiment），地面防禦部隊
  - 第2623中隊（英语：No. 2623 Squadron RAuxAF Regiment），地面防禦部隊
  - 第2624中隊，地面防禦部隊

## 暱稱的由來
從前人們認為石頭猩猩的綽號來自於英國皇家空軍地面團保衛直布羅陀以及海峽的傳統，但事實並非如此。這個綽號是在1952年11月亞丁保護國發生的一起事故後開始出現的，以用來揶揄英國皇家空軍地面團的成員。當時2名在亞丁保護國徵召軍中服務的英國皇家空軍地面團成員於閒暇時相約去打獵，並帶著步槍分頭尋找阿拉伯狒狒（當地人稱為石頭猩猩）。在昏暗的環境中，其中一名成員朝著遠處快速移動的生物開了一槍，然而在靠近倒地的獵物後，他卻發現被打中的是另一名成員。所幸經過緊急治療後，珀西·亨利·梅森空軍中尉倖存了下來並在幾個月後重回崗位。當調查委員會質詢兇手為何對他的朋友開槍時，他宣稱當時那個生物在昏暗的環境下“看起來就像一隻石頭猩猩”。這句話很快在英國皇家空軍中引起迴響，不久之後就被廣泛使用。

## 著名前成員
- 英國喜劇演員托尼·漢考克於1942年加入英國皇家空軍地面團。[49]

- 英國足球經理布萊恩·克拉夫在服兵役期間曾在英國皇家空軍地面團服役。[50]

### 引文
1. ↑  . www.raf.mod.uk.   [19 April 2020]. （原始内容存档于2022-05-13）.
2. ↑  Brown, Larisa (编). . The Times.   [2021-04-04]. ISSN 0140-0460. （原始内容存档于2023-11-03）.
3. ↑  Pine, L G. . London: Routledge & Kegan Paul. 1983: 169. ISBN 0-7100-9339-X.
4. ↑  . Royal Air Force. 4 May 2022  [14 July 2022]. （原始内容存档于2023-11-03）.
5. ↑  . Royal Air Force.   [2020-01-13]. （原始内容存档于2017-09-10）.
6. ↑  Dent 2006，第79頁.
7. ↑  . RAF.   [1 January 2018]. （原始内容存档于1 January 2018）.
8. ↑  . www.nzhistory.net.nz.   [17 May 2009]. （原始内容存档于21 April 2009）.
9. ↑  Pitchfork 2008，第23頁.
10. ↑  Robertson 1978，第154頁.
11. ↑  . Air of Authority - A history of RAF organisation.   [1 January 2018].
12. ↑  . Elite UK Forces.   [1 December 2017]. （原始内容存档于2024-11-13）.
13. ↑  Pitchfork 2008，第91-92頁.
14. ↑  Churchill 2015，第796頁.
15. ↑   118. 1988: 191  [15 March 2014].
16. ↑  Warwick 2007，第10-21頁.
17. ↑  Warwick 2007，第29-33頁.
18. ↑  Warwick 2007，第47頁.
19. ↑  Warwick 2007，第93-103頁.
20. ↑  Warwick 2007，第158-180頁.
21. ↑  Oliver 1997，第118頁.
22. ↑  Oliver 1997，第111-112頁.
23. ↑  Pitchfork 2008，第367頁.
24. ↑  Lavery, Brian. . Conway. 2007. ISBN 978-1844860555.
25. ↑   119. 1988: 308  [15 March 2014].
26. ↑  . The Telegraph. 13 February 2014  [1 January 2017]. （原始内容存档于12 January 2022）.
27. ↑  Aldrich, Richard J. . Harper Press. 2010. ISBN 978-0007312665.
28. ↑  Armitage, Michael.  2nd. London: Cassell. 1999: 238. ISBN 0-304-35312-4.
29. ↑  . Imperial War Museum.   [1 January 2018]. （原始内容存档于2023-11-03）.
30. ↑  . RAF Brize Norton.   [1 January 2018]. （原始内容存档于2018-01-01）.
31. ↑  . Ministry of Defence. 21 July 2005  [1 January 2017]. （原始内容存档于2022-07-02）.
32. ↑  . Think Defence. 6 August 2011. （原始内容存档于7 November 2011）.
33. ↑  . British Armed Forces Review. 7 August 2014  [5 February 2019]. （原始内容存档于2015-07-23）.
34. ↑  . Raf.mod.uk. 22 November 2013  [14 July 2014]. （原始内容存档于14 July 2014）.
35. ↑  Williams, Simon (编). . RAF News (1424) (Royal Air Force). 28 July 2017: 1. ISSN 0035-8614.
36. ↑  Oliver 1997，第285-320頁.
37. ↑  . BBC News. 7 July 2016  [2024-05-01]. （原始内容存档于2024-04-18）.
38. ↑  . RAF - News by Date. Royal Air Force.   [2 January 2017]. （原始内容存档于2 January 2017）.
39. ↑  . BBC News. 12 October 2015  [2024-05-01]. （原始内容存档于2024-10-06）.
40. ↑  Tuohy, William. . LA Times. 2 May 1988  [2024-05-01]. （原始内容存档于2017-01-02）.
41. 1 2  Dent 2006，第82頁.
42. ↑   (PDF). Ministry of Defence. May 2002  [22 November 2009]. （原始内容存档 (PDF)于19 October 2012）. The principal areas from which women are excluded today - and which were the concern of this review - are those that are required deliberately to close with and kill the enemy face-to-face,
43. ↑  Haynes, Deborah. . The Times (72275). 14 July 2017: 26. ISSN 0140-0460.
44. ↑  Johnson, Sabrina. . Eastern Daily Press. 23 January 2020  [25 January 2020]. （原始内容存档于2020-08-08）.
45. ↑  Dent 2006，第83頁.
46. ↑  . Ministry of Defence.   [7 October 2021]. （原始内容存档于2023-09-26）.
47. ↑  Page, Lewis. . London: Random House. 2007: 41–42. ISBN 9780099484424.
48. ↑  Oliver 1997，第206-207頁.
49. ↑  Fisher, John. . . London: Harper Collins. 2008: 72–77. ISBN 978-0 00-726678-4.
50. ↑  . Britisharmedforces.org.   [11 July 2009]. （原始内容存档于2 August 2012）.

### 書目
- Churchill, Winston.  4. W&N. 2015. ISBN 978-0141441757 （英语）.
- Deeley, Graeme. . Barney Books. 2012. ISBN 978-1-906542-49-8 （英语）.
- Dent, Stephen. . London, UK: Anova Books. 2006. ISBN 9780851779522 （英语）.
- Oliver, Kingsley.  (PDF). Rushden, UK: Forces & Corporate Publishing. 1997  [3 July 2017]. ISBN 0-9529597-0-4. （原始内容 (PDF)存档于5 July 2016） （英语）.
- Pitchfork, Graham. . Stroud, UK: History Press. 2008. ISBN 978-0-7509-4309-3 （英语）.
- Ripley, Tim. . Jane's Defence Weekly. 16 April 2008 （英语）.
- Robertson, Bruce. . London, UK: Robert Hale. 1978. ISBN 0-7091-6607-9 （英语）.
- Warwick, Nigel W. M. . Barnsley, South Yorkshire: Pen & Sword Aviation. 2007  [8 February 2014]. ISBN 978-1-84415-500-2 （英语）.

## 外部連結
- 皇家空軍地面團官網 （页面存档备份，存于）
- 皇家空軍地面團軍人協會官網 （页面存档备份，存于）